# Pierre Everaert
Pierre Everaert (Quaëdypre, 21 de desembre de 1933 - Lilla, 26 de maig de 1989) va ser un ciclista francès que fou professional entre 1955 i 1966. Durant aquests anys aconseguí 22 victòries, sent les més destacades dues etapes de la París-Niça i la París-Brussel·les de 1960. El 1959 va quedar 4t de la classificació general en la seva única participació en la Volta a Espanya.

## Palmarès
- 1956
  - 1r de la París-Douai
- 1957
  - 1r al Critèrium de Boulogne-sur-Mer
  - 1r a Aniche
  - 1r del Circuit de Pévèle
  - 1r a Watten
  - 1r a Goegnies-la-Chaussée
  - Vencedor d'una etapa del Tour de Normandia
- 1958
  - 1r a Saint-Nazaire
  - Vencedor d'una etapa del Tour de l'Oest
- 1959
  - 1r de la Poly Bretona
  - 1r a Bubry
  - Vencedor de 2 etapes de la París-Niça
  - Vencedor d'una etapa del Tour de l'Oest
- 1960
  - 1r de la París-Brussel·les
  - 1r del Circuit del Port de Dunkerque
  - Vencedor d'una etapa de la Volta a Alemanya
  - Vencedor d'una etapa de la Bicicleta Eibarresa
- 1963
  - 1r de la classificació per punts dels Quatre dies de Dunkerque
  - Vencedor d'una etapa del Critèrium del Dauphiné Libéré
  - Vencedor d'una etapa de la Volta a Llevant
- 1965
  - 1r de la París-Camembert

### Resultats al Tour de França
- 1959. Abandona (13a etapa)
- 1960. 32è de la classificació general
- 1961. 68è de la classificació general
- 1962. 56è de la classificació general
- 1963. 63è de la classificació general
- 1964. 63è de la classificació general
- 1965. Abandona (10a etapa)
- 1966. Abandona (16a etapa)

### Resultats al Giro d'Itàlia
- 1958. 55è de la classificació general
- 1964. 36è de la classificació general
- 1966. 68è de la classificació general

### Resultats a la Volta a Espanya
- 1959. 4t de la classificació general